# Sinan Akkuş

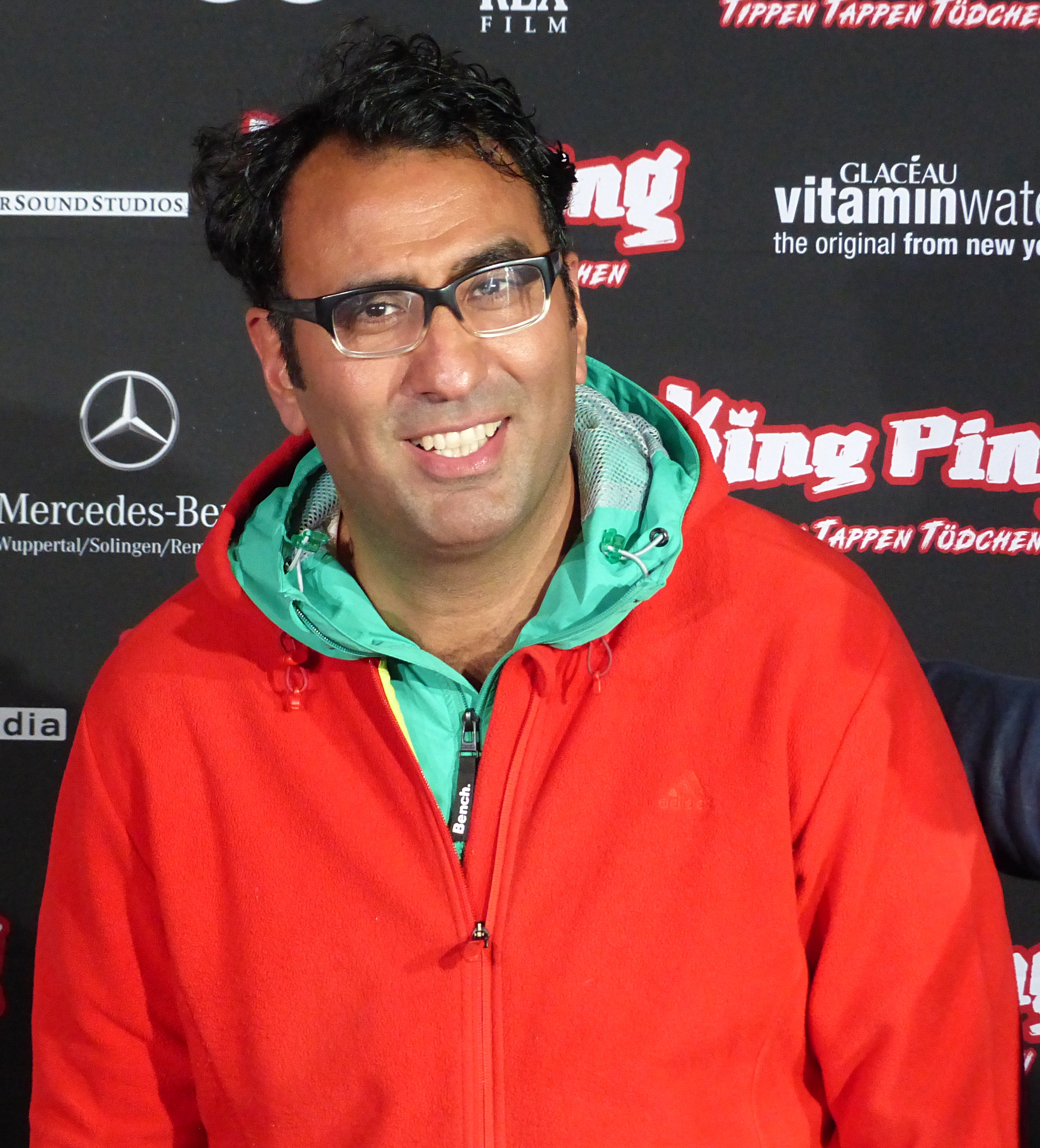
Sinan Akkuş bei der Deutschlandpremiere zu „King Ping“ in Wuppertal

Sinan Akkuş (* 17. Dezember 1970 in Erzincan, Türkei) ist ein deutscher Regisseur, Drehbuchautor und Schauspieler.

## Leben und Wirken
Sinan Akkuş wurde in der Türkei geboren. Noch als Kind zog er 1973 nach Deutschland. Nach dem Abitur in Kassel studierte er von 1992 bis 1994 Philosophie und Germanistik. 1994 begann er zusätzlich mit dem Studium der visuellen Kommunikation mit dem Studienschwerpunkt Film und Fernsehen. Außerdem arbeitete er bei der Film- und Fernsehproduktionsfirma kigali-films, wo er bei Kamera, Schnitt und Konzeption von Imagefilmen mitwirkte. 1995 besuchte er als Austauschstudent in Kuba die Escuela Internacional de Cine y Televisión. Im Jahr 2000 machte er dann seinen Abschluss an der Kunsthochschule Kassel mit dem Schwerpunkt Film und Fernsehen.
Danach realisierte Akkuş einige Kurzfilme, die mehrere Auszeichnungen und Ehrungen erhielten. So wurde beispielsweise sein Kurzfilm Lassie (2002) u. a. mit dem ersten Preis des Hofheimer Kurzfilmpreises und von der Deutschen Film- und Medienbewertung (FBW) mit dem Prädikat besonders wertvoll ausgezeichnet, das auch sein Spielfilmdebüt Evet, ich will! erhielt, an dem er 2007 und 2008 arbeitete. In dieser Culture-Clash-Komödie nimmt sich Akkuş des Themas Heirat unter und von Türkischstämmigen in Deutschland und der damit verbundenen Schwierigkeiten an.
Der für Evet, ich will! produzierte Teaser Stromberg hat (k)ein Herz für Türken von Akkuş erhielt bisher fast 900.000 Aufrufe bei YouTube. Darin kündigt Bernd Stromberg, die Hauptfigur aus der Fernsehserie Stromberg, den Kinofilm seines Kollegen und Konkurrenten Sinan Turçulu an. Der Film wurde im November 2008 beim Kinofest Lünen mit dem Publikumspreis Lüdia ausgezeichnet und kam am 1. Oktober 2009 in die deutschen Kinos.
2015 kam dann Akkuş’ Kinofilm 3 Türken und ein Baby, zu dem er auch das Drehbuch schrieb und in dem Eko Fresh, Kostja Ullmann und Kida Ramadan die Hauptrollen spielen, in die deutschen Kinos. 3 Türken und ein Baby erhielt von der Deutschen Film- und Medienbewertung (FBW) das Prädikat wertvoll und war 2015 für den CIVIS-Kinopreis nominiert. 
Akkuş’ Regiearbeit, der ARD-Fernsehfilm Fischer sucht Frau, war 2018 beim Hamburger Filmfest für den Hamburger Produzentenpreis für Deutsche Fernsehproduktionen nominiert. Seine TV-Komödie Fast perfekt verliebt mit Katharina Schüttler, Aleksandar Jovanovic und Manfred Zapatka in den Hauptrollen wurde am 5. Mai 2019 im ZDF ausgestrahlt. Akkuş’ ARD-Tragikomödie Ihr letzter Wille kann mich mal! mit Heiner Lauterbach, Uwe Ochsenknecht und Svenja Jung in den Hauptrollen feierte am 1. November 2019 seine Uraufführung bei den Biberacher Filmfestspielen. Danach folgten weitere Arbeiten fürs Fernsehen. So führte Akkuş unter anderem Regie bei der ersten und zweiten Staffel der ZDF-Fernsehserie Wendehammer und dem ZDF-Fernsehfilm Extraklasse mit Axel Prahl in der Hauptrolle.
Akkuş tritt gelegentlich auch als Schauspieler in Erscheinung. Unter anderem spielte er in der ersten Staffel der ProSieben-Comedy-Serie Stromberg Strombergs Kollegen und stärksten Konkurrenten Sinan Turçulu, der auch im Kinofilm zur Serie auftritt. In der Serie Dr. Psycho – Die Bösen, die Bullen, meine Frau und ich mit Christian Ulmen hatte Akkuş einen Gastauftritt in der Folge Der Türke, wo er einen Polizeispitzel spielte.
Des Weiteren war Akkuş auch als Juror für Filmfestivals wie die Bamberger Kurzfilmtage, das Filmfestival Türkei/Deutschland oder die Independent Days tätig und arbeitet als Dozent an der Internationalen Akademie für Filmschauspiel – iaf in Köln.

## Filmografie (Auswahl)

### Drehbuch / Regie
- 1997: Zeig Dich (Kurzfilm), (Drehbuch und Regie)
- 2003: Lassie (Kurzfilm), (Regie)
- 2004: Sevda heißt Liebe (Kurzfilm), (Drehbuch, Regie und Produktion)
- 2008: Evet, ich will! (Drehbuch und Regie)
- 2015: 3 Türken und ein Baby (Drehbuch und Regie)
- 2018: Fischer sucht Frau (Fernsehfilm), (Regie)
- 2019: Fast perfekt verliebt (Fernsehfilm), (Regie)
- 2019: Ihr letzter Wille kann mich mal! (Fernsehfilm), (Regie)
- 2020: Lehrerin auf Entzug (Fernsehserie), (Regie)
- 2021: Mirella Schulze rettet die Welt (Fernsehserie), (Regie bei 3 Folgen)
- 2021: Servus, Schwiegermutter! (Fernsehfilm), (Regie)
- 2022: Extraklasse – On Tour (Fernsehfilm), (Regie)
- 2022–2023: Wendehammer (Fernsehserie, Regie bei 7 Folgen)

### Schauspiel
- 2000: Fußball ist unser Leben
- 2000: …und das ist erst der Anfang
- 2001: Sheriff
- 2003: Lassie (Kurzfilm)
- 2004: Stromberg (Fernsehserie, 8 Folgen)
- 2007: Dr. Psycho (Fernsehserie, 1 Folge)
- 2008: Evet, ich will!
- 2013: Dear Courtney
- 2013: 00 Schneider – Im Wendekreis der Eidechse
- 2013: King Ping – Tippen Tappen Tödchen
- 2014: Stromberg – Der Film
- 2015: 3 Türken und ein Baby
- 2016: Die Gelben Teufel (Kurzfilm)
- 2019: Fast perfekt verliebt (Fernsehfilm)
- 2022: Wendehammer – Einmal ist Keinmal (Fernsehserie, 1 Folge)

### Sonstiges
- 2009: Das Dorf (Köy), (Kurzfilm), (Kamera)

## Auszeichnungen (Auswahl)
Tag des deutschen Kurzfilms
- 2001: Friedrich-Wilhelm-Murnau-Preis für Sevda heißt Liebe

short cuts cologne
- 2001: Publikumspreis für Sevda heißt Liebe
- 2003: Publikumspreis für Lassie

Exground Filmfest Wiesbaden
- 2003: Publikumspreis für Lassie

Filmfestival Max Ophüls Preis
- 2003: Nominierung für den Max-Ophüls-Preis in der Kategorie Bester Kurzfilm für Lassie

Rüsselsheimer Filmtage
- 2003: Zweiter Platz beim Publikumspreis für Lassie

Kinofest Lünen
- 2002: Publikumspreis für Lassie
- 2008: Gewinner des Publikumspreises für Evet, ich will!
- 2008: Gewinner des Berndt Media Preis der Jury für den besten Filmtitel für Evet, ich will!

Filmfestival Türkei/Deutschland
2003: Nominierung in der Kategorie Bester Kurzfilm für Lassie
2009: Nominierung in der Kategorie Bester Spielfilm für Evet, ich will!
Achtung Berlin
- 2008: Lobende Erwähnung für Evet, ich will!

Berlin & Beyond Film Festival
- 2009: Gewinner des Audience Awards für Evet, ich will!

Fernsehfilmfestival Baden-Baden
- 2009: Nominierung für den MFG-Star Baden-Baden für Evet, ich will!

Preis der deutschen Filmkritik
- 2010: Nominierung in der Kategorie Bestes Spielfilmdebüt für Evet, ich will!

Türkisches Filmfest Frankfurt
- 2010: Gewinner des Cine Night Star Award für Evet, ich will!

Silver Horse Awards Gent
- 2011: Preis für den besten Film für Evet, ich will!

Hessischer Filmpreis
- 2014: Gewinner in der Kategorie Drehbuch für Weihnachten unterm Halbmond

Civis – Europas Medienpreis für Integration
- 2015: Nominierung für den Civis-Kinopreis für europäische Spielfilme für 3 Türken und ein Baby

Biberacher Filmfestspiele
- 2019: Nominierung für den Fernsehbiber in der Kategorie Bester Fernsehfilm für Ihr letzter Wille kann mich mal!